# Wielka Debata

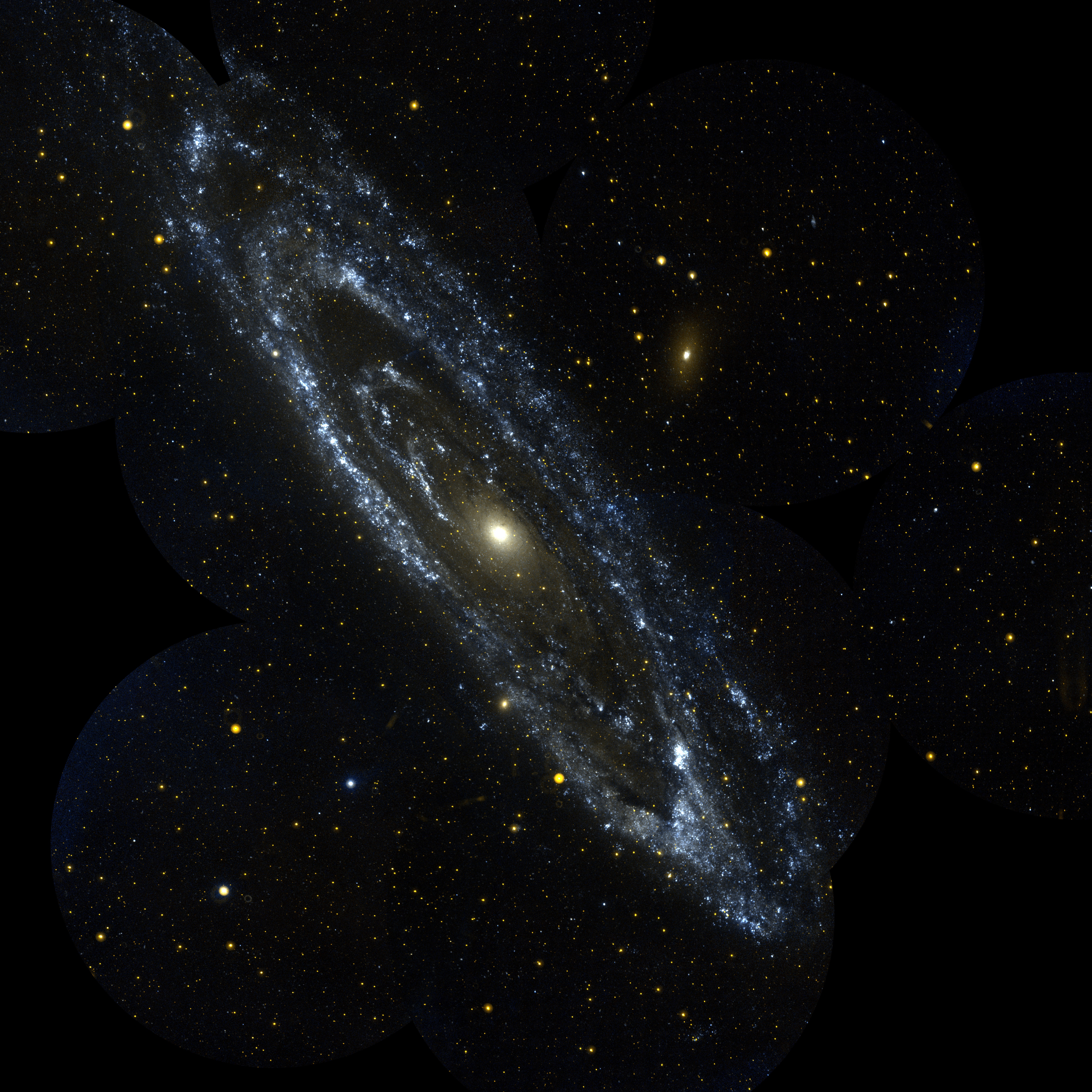
Galaktyka Andromedy w ultrafiolecie, której obserwacje dowiodły natury mgławic spiralnych.

Wielka Debata (ang. Great Debate) – debata astronomiczna stoczona 26 kwietnia 1920 roku pomiędzy Harlowem Shapleyem a Heberem Curtisem w Muzeum Historii Naturalnej w Waszyngtonie. Treścią debaty były zacięte dyskusje dotyczące natury obserwowanych na niebie mgławic spiralnych oraz rozmiarów Wszechświata. Harlow Shapley był błędnie przekonany, że należą one do naszej ogromnej Galaktyki, gdyż nie istnieją inne galaktyki. Jednocześnie jako pierwszy prawidłowo postulował znacznie większe niż wtedy przypuszczano rozmiary naszej Galaktyki. Heber Curtis twierdził natomiast, że mgławice spiralne są oddzielnymi galaktykami.
Decydujące rozstrzygnięcie przyniosły dane obserwacyjne. W 1923 roku Edwin Hubble, prowadząc obserwacje Galaktyki Andromedy, zaobserwował w niej pojedyncze gwiazdy typu cefeid, które użyte jako świece standardowe pozwoliły na wyznaczenie odległości do tej galaktyki. Odległość ta wielokrotnie przekraczała rozmiary Drogi Mlecznej dowodząc, że mgławice spiralne są w rzeczywistości odległymi galaktykami.

## Stosowane argumenty podczas debaty
Podczas debaty Harlow Shapley posługiwał się między innymi następującymi argumentami:
- powoływał się na obserwacje  Adriaana van Maanena, które miały wykazywać rotacje mgławicy M101. Przy przyjęciu odległości, która wynikała z teorii bronionej przez  Hebera Curtisa wynikałoby, że gwiazdy w mgławicy poruszają się z prędkością większą od prędkości światła, gdyż tylko w takiej sytuacji możliwe byłoby wykrycie zmiany ich położenia. Wykazano, że te obserwacje zostały błędnie przeprowadzone.
- wskazywał, że mgławice spiralne mają znacznie większą jasność powierzchniową niż wszystkie zaobserwowane gwiazdy z Ziemi. Obecnie wiemy, że wynika to z faktu, że gwiazdy w galaktykach nie są rozmieszczone równomiernie i większość ich znajduje się w centrum, a zatem gęstość gwiazd obserwowanych z Ziemi jest mniejsza.
- Widma mgławic spiralnych różnią się od przebadanych widm pojedynczych gwiazd. Wg stanu dzisiejszej wiedzy wynika to z tego, że w widmie mgławic spiralnych przeważa światło z  gwiazd olbrzymów, których udział w otoczeniu Słońca jest mały.

Z kolei Heber Curtis powoływał się na wewnętrzną spójność koncepcji mgławic spiralnych jako galaktyk oraz wskazywał na niepewność danych pomiarowych.